# Solubilisering
Solubilisering (av latinets solubilis: löslig) är en process för att öka ett ämnes löslighet i ett givet lösningsmedel, vanligen vatten, genom tillsats av andra kemiska ämnen, t. ex. tensider.
När ett ämne solubiliseras löses det inte i lösningsmedlet utan i en micell i detta. Miceller är en typ av aggregat, vilka bildar ämnen som består av en hydrofob och en hydrofil del, som t. ex. tvål i vatten. Om ämnet är hydrofobt och lösningsmedlet är vatten kan ämnet lösas inuti miceller om sådana finns. (Definition från TNC.) 